# Геометризация
Геометризация (геометризиране) е термин, с който се означава кратко основната насока на развитие на дадена научна дисциплина (или наука) през даден точно определен еволюционен етап от нейното развитие. Геометризацията може да се окачестви най-общо като постепенно преобразуване на съответната научна дисциплина (или наука) в комплекс от такива аксиоматични формулировки на различните системи от логически съгласувани, непротиворечиви и истинни твърдения на тази научна дисциплина (или наука), които се характеризират с широко използване на математически пространствени представи.
Примери за приключил процес на геометризация са математическите формулировки на различните геометрии, за много напреднал процес на геометризиране – различните математически формулировки на класическата и квантова механики, термодинамиката, електродинамиката, теорията на относителността и др., за започнал процес на геометризация – математическото преформулиране на езика на химията].
Да бъде геометризиран изцяло езика на дадена научна дисциплина или наука означава да бъде решена следната система от четири основни задачи, които са неразривно свързани помежду си:
1. Да бъде изследвана логическата структура на този научен език с цел логически коректното формулиране на неговите основните понятия и отношения.
2. Да бъдат построени еднозначни математически представяния на тези основни понятия и отношения.
3. Да бъде построен аксиоматичен фундамент на дадената научна дисциплина или наука, т.е. да бъде формулирана такава система от логически съгласувани, непротиворечиви и истинни твърдения, която да играе ролята на система от аксиоми (на аксиоматика) в бъдещите аксиоматични формулировки на съответната научна дисциплина или наука. С други думи, това е задачата за логически коректното дефиниране на съответната система от основни понятия и отношения. На практика тази задача е естествено продължение на първата задача – за разкриване на логическата структура на езика на съответната научна дисциплина или наука.
4. Всички твърдения на дадената научна дисциплина или наука, които не са аксиоми, да бъдат доказани логически, т.е. да бъдат изведени от построената преди това система аксиоми.
Литература:
www.clmc.bas.bg Архив на оригинала от 2007-07-06 в Wayback Machine.